# Heiligkreuz-Formation
Die Heiligkreuz-Formation (italienisch formazione di Heiligkreuz-Santa Croce) ist eine lithostratigraphische Formation des Karniums der südalpinen Raibl-Gruppe. Benannt ist sie nach der Wallfahrtskirche Heilig Kreuz bei Abtei, Südtirol (ladinisch und italienisch Badia).
Die Formation bildete sich in den Dolomiten in Becken der Sankt Cassian-Formation sowie über dem Cassianer-Dolomit und Karbonaten der Schlern-Gruppe. Der Übergang von der Sankt Cassian-Formation zur Heiligkreuz-Formation deutet auch auf einen klimatischen und ozeanographischen Wandel hin, der auch in einem Zusammenhang mit dem Absterben der obertriassischen Karbonatplattformen steht. Eine Bohrung am Fuß des Heiligkreuzkofels lieferte Hinweise auf eine Bildung unter Sauerstoffmangel und in abgeschnürten Meeresbecken.

## Gliederung
Die Formation wird in vier Subformationen (Member) untergliedert.

### Fedares-Member
Dieser Member schwankt in seiner Mächtigkeit von 0 bis über 100 Meter. Es handelt sich um leicht bituminöse Gesteine wie Tonschiefer, Mergel, Kalkmergel und Kalke. An Fossilien finden sich Massenanhäufungen von Ostrakoden, Reste von Wirbeltieren, Schnecken und Muschelschalenpflaster.

### Dibona-Member
Hier finden sich Kalke, Dolomite, Sandstein, Siltsteine und Konglomerate mit viel organischem Material sowie Schillbänke. Die Mächtigkeit erreicht 10 bis 80 Meter.

### Falzarego-Member
Der etwa 16 Meter mächtige Member besteht aus Sandsteinen mit einer Schichtung im Dezimeterbereich sowie aus Tonschiefer- und Siltstein-Zwischenlagen die auch reich an organischen Material sein können. Daneben finden sich einzelne Konglomeratlagen.

### Lagazuoi-Member
Der Lagazuoi-Member hat eine Mächtigkeit von zwei bis 20 Meter, gebildet wird er aus Oolithen mit Sandsteinlagen, gefolgt von Dolomitlagen im Dezimeterbereich. Im Hangenden findet sich häufig eine Diskordanz mit Brekzien.